# Emma Ferguson
Emma Ferguson (* 21. Mai 1975 in London) ist eine britische Schauspielerin.

## Leben und Wirken
Emma Ferguson wuchs in London auf. Nach ihrem Schulabschluss machte sie eine Weltreise, die sie auch durch Deutschland, Hongkong, Dubai, Gibraltar und die USA führte. 
Nach ihrer Rückkehr nach London absolvierte Ferguson dort eine professionelle Schauspielausbildung. Seit dem Jahr 1993 wirkte Ferguson in mehr als 30 Film-und-Fernsehproduktionen mit, dabei oftmals in Nebenrollen. Zudem wirkte Ferguson in den 1990er-Jahren in mehreren Werbespots mit und synchronisierte auch Videospiele. Sie ist auch am Theater aktiv, so spielte sie unter anderem auch am King’s Theatre, in Dublin und in New York.

## Privates
Emma Ferguson ist seit dem 8. November 2009 mit dem Musiker Mark Owen verheiratet. Beide hatten sich im Jahr 2004 kennengelernt und waren ab 2006 verlobt. Das Paar hat zwei Töchter und einen Sohn.

## Filmografie (Auswahl)
Filme
- 2003: The Brides in the Bath
- 2004: North & South

Serien
- 1999: Barbara
- 1999: Brookside
- 2000–2003: The Bill
- 2003: Mile High
- 2003: Dr. Slippery

## Videospiele
- 2004: Dragon Quest VIII (Stimme: Jessica Albert)
- 2005: Drakengard 2 (Stimme: Eris)
- 2005: Shinobido: Way of the Ninja (Stimme: Ageha / Tateha / Usuba)
- 2009: Killzone 2 (Stimme: Mehrere Stimmen)
- 2010: Castlevania: Lords of Shadow (Stimme: Claudia)